# Плуданьель
Плуданьель (фр. Ploudaniel) — коммуна на северо-западе Франции, находится в регионе Бретань, департамент Финистер, округ Брест, кантон Лесневен. Расположена в 26 км к северо-востоку от Бреста, в 7 км от национальной автомагистрали N12.
Население (2019) — 3 737 человек.

## История
На территории коммуны при раскопках были обнаружены предметы, относящиеся бронзовому и железному веку. В галло-римский период через Плуданьель шла дорога в римский форт Portus Salionicus (современный Ле-Конке, крайняя западная точка материковой Бретани).

## Достопримечательности
- Усадьба Требоденник XVI века, сочетание ренессанса и классицизма
- Шато де Керно XV—XVIII веков, реконструированный в 1960 году
- Усадьба Кербарону XVI века в стиле ренессанса
- Церковь Святого Ива 60-х годов XIX века с витражами начала XX века
- Часовня Святой Петрониллы XVI века с кальварией

## Экономика
Молочный кооператив Плуданьеля вырос в компанию Even, производящую молочные продукты марок Mamie Nova и Paysan Breton.
Структура занятости населения:
- сельское хозяйство — 4,3 %
- промышленность — 31,8 %
- строительство — 12,2 %
- торговля, транспорт и сфера услуг — 42,7 %
- государственные и муниципальные службы — 9,0 %

Уровень безработицы (2018) — 7,3 % (Франция в целом — 13,4 %, департамент Финистер — 12,1 %). 

Среднегодовой доход на 1 человека, евро (2018) — 22 690 (Франция в целом — 21 730, департамент Финистер — 21 970).

## Демография
Динамика численности населения, чел.

## Администрация
Пост мэра Плуданьеля с 2020 года занимает Пьер Гюизью (Pierre Guiziou). На муниципальных выборах 2020 года возглавляемый им список был единственным.
| Период | Период | Фамилия         | Партия        | Примечания |
| ------ | ------ | --------------- | ------------- | ---------- |
| 1965   | 1977   | Франсуа Ле Галь |               |            |
| 1977   | 1989   | Жан Кулуаньер   |               |            |
| 1990   | 2020   | Жоэль Маршадур  | Разные правые | пенсионер  |
| 2020   |        | Пьер Гюизью     | Разные правые |            |

## Галерея

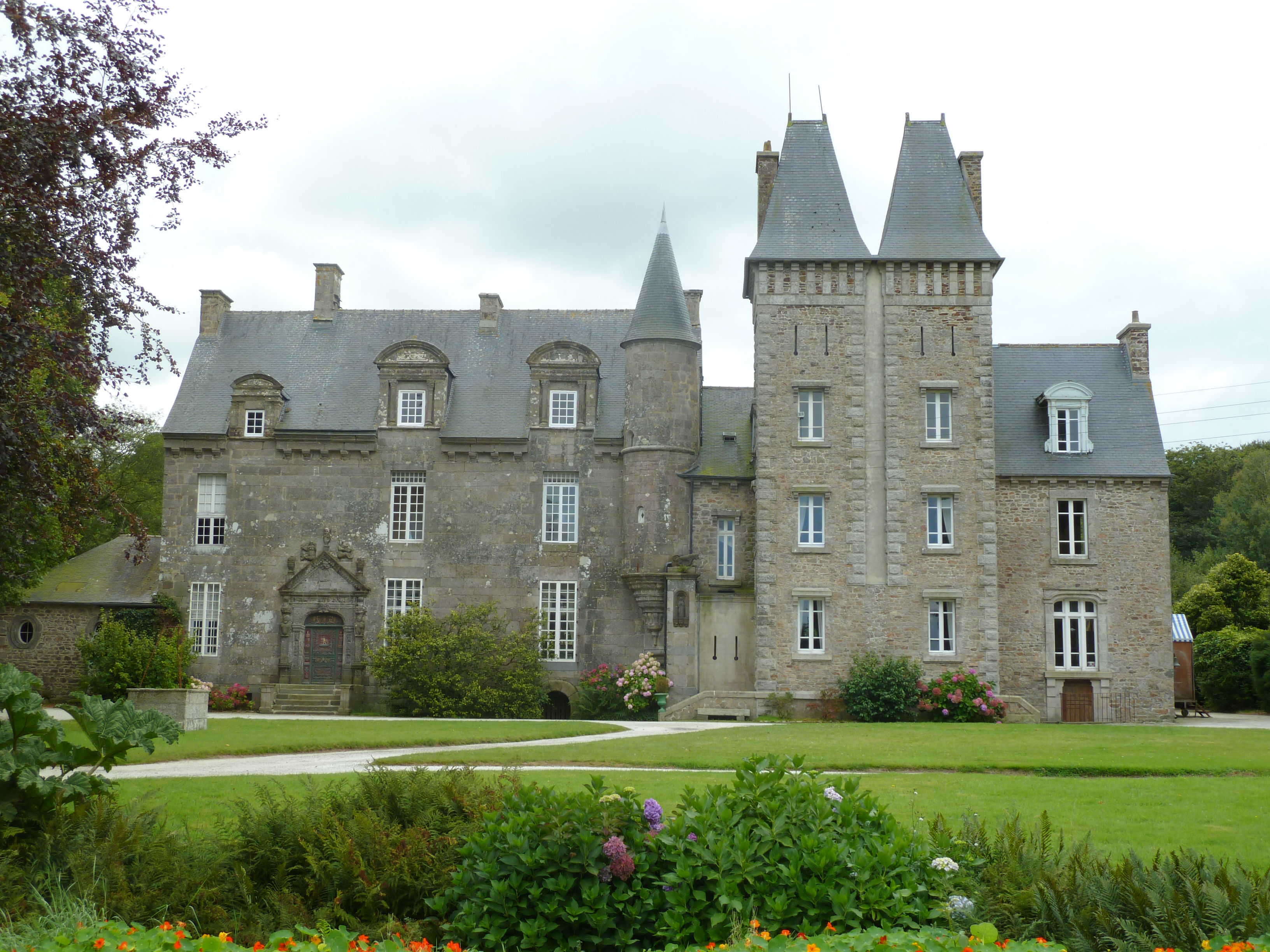
Усадьба Требоденник
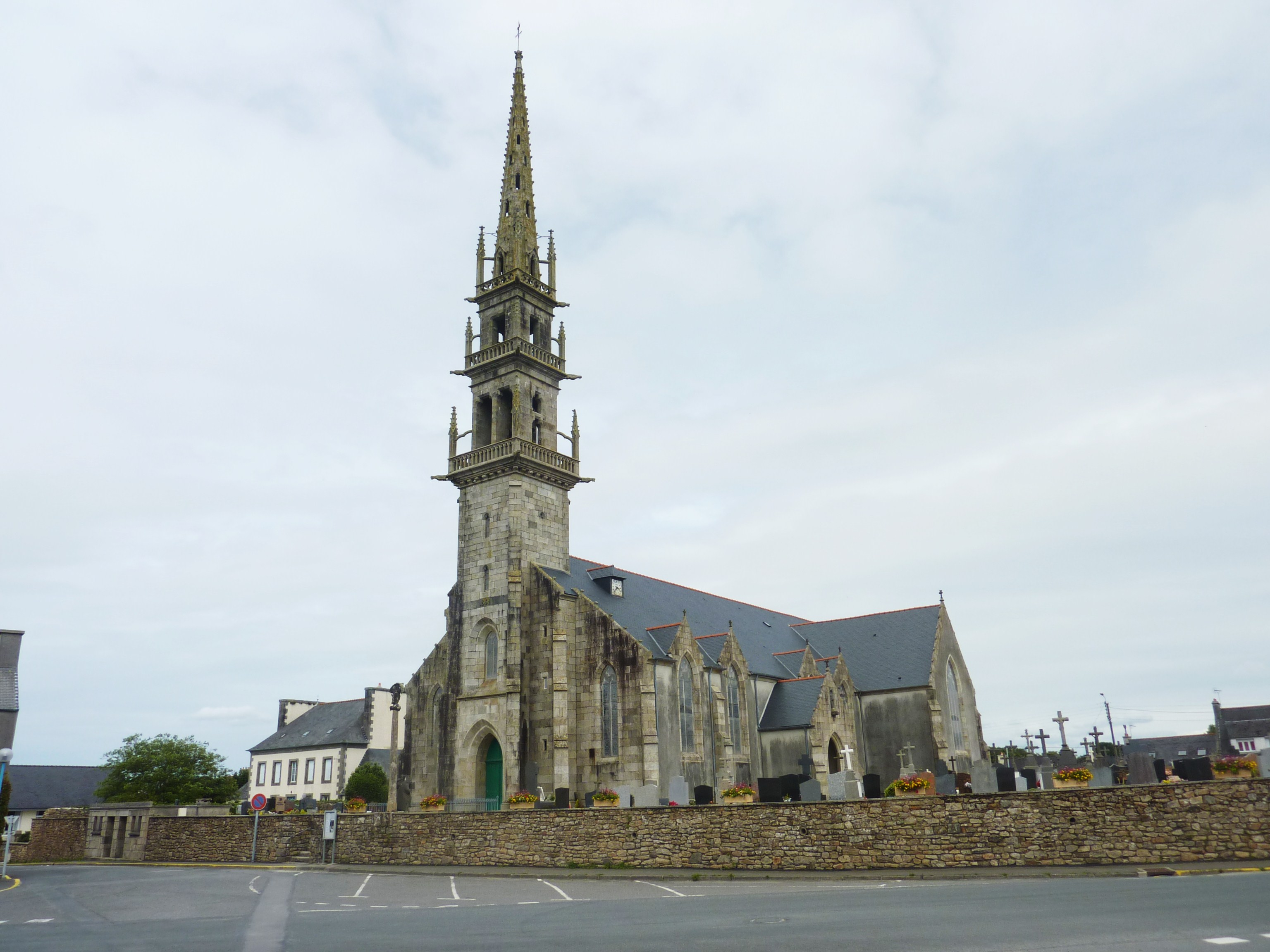
Церковь Святого Ива
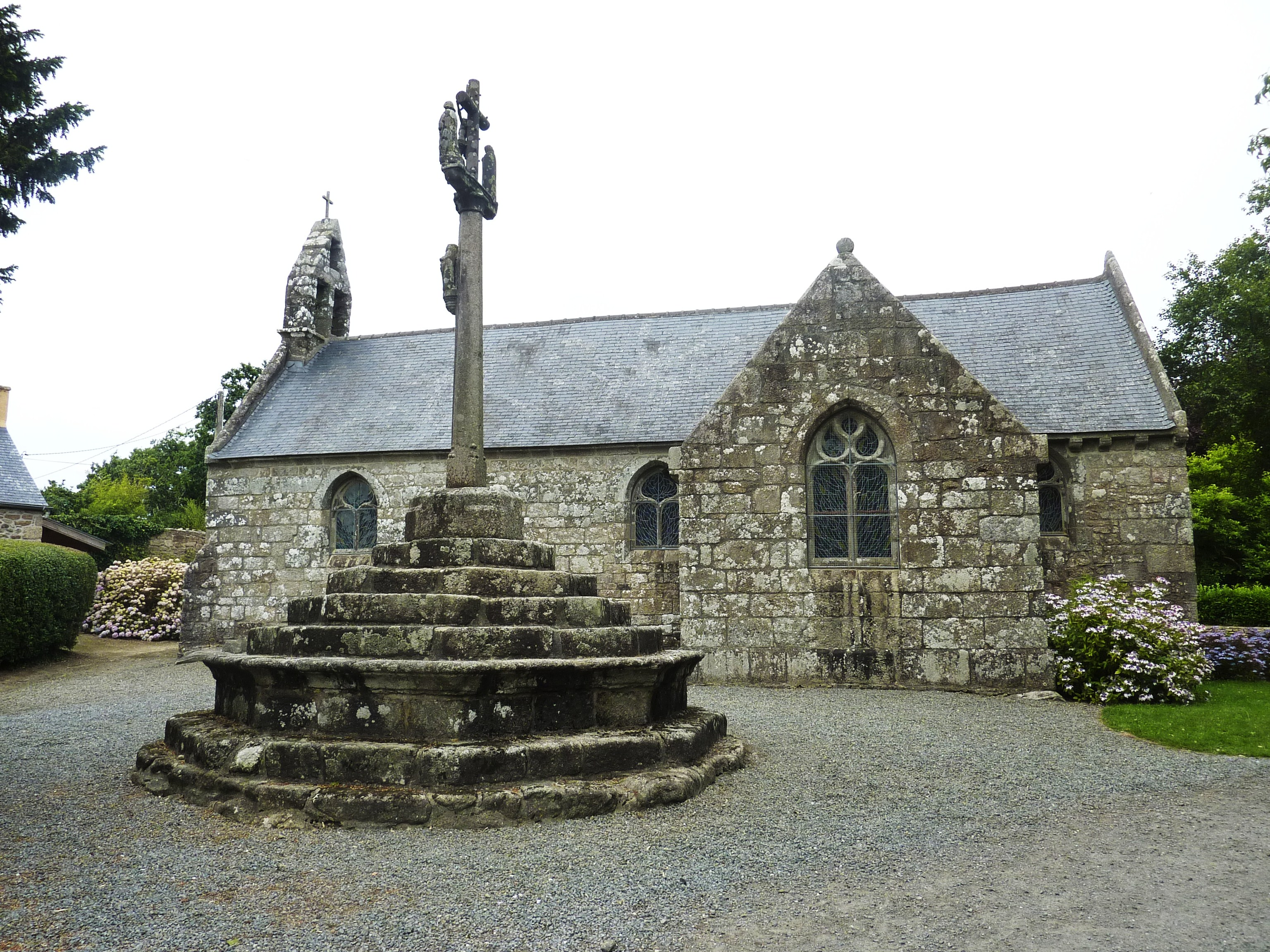
Часовня Святой Петрониллы